# Sicklinghall
Sicklinghall är en ort och civil parish i Storbritannien.   Den ligger i grevskapet North Yorkshire och riksdelen England, i den centrala delen av landet, 280 km norr om huvudstaden London. Sicklinghall ligger 77 meter över havet och antalet invånare är 300.
Terrängen runt Sicklinghall är platt. Runt Sicklinghall är det mycket tätbefolkat, med 1 313 invånare per kvadratkilometer. Närmaste större samhälle är Leeds, 16,2 km söder om Sicklinghall. Omgivningarna runt Sicklinghall är en mosaik av jordbruksmark och naturlig växtlighet.